# A9 (motorväg, Italien)
A9 är en motorväg i Italien som börjar i Schweiz och går till Milano.